# Вайсе-Эльстер
Ва́йсе-Э́льстер (устар. Белый Эльстер; нем. Weiße Elster, чеш. Bílý Halštrov) — река, правый приток Зале, протекает в Германии и (незначительная часть верховья) в Чехии.
Исток находится восточнее чешского города Аш, около 1 км от немецкой границы. На реке расположены города Плауэн, Гера и Лейпциг, около Халле она впадает в Зале. Длина реки — 257 км. Высота устья — 80 м над уровнем моря. Высота истока — 724 м над уровнем моря.
Притоки: Вайда, Плайсе, Шнаудер
Название реки происходит с индогерманского корня «el-/ol-» («течь»). С немецким словом «Elster» («сорока») связи нет.
В этой реке утонул наполеоновский маршал Понятовский.

## Мосты

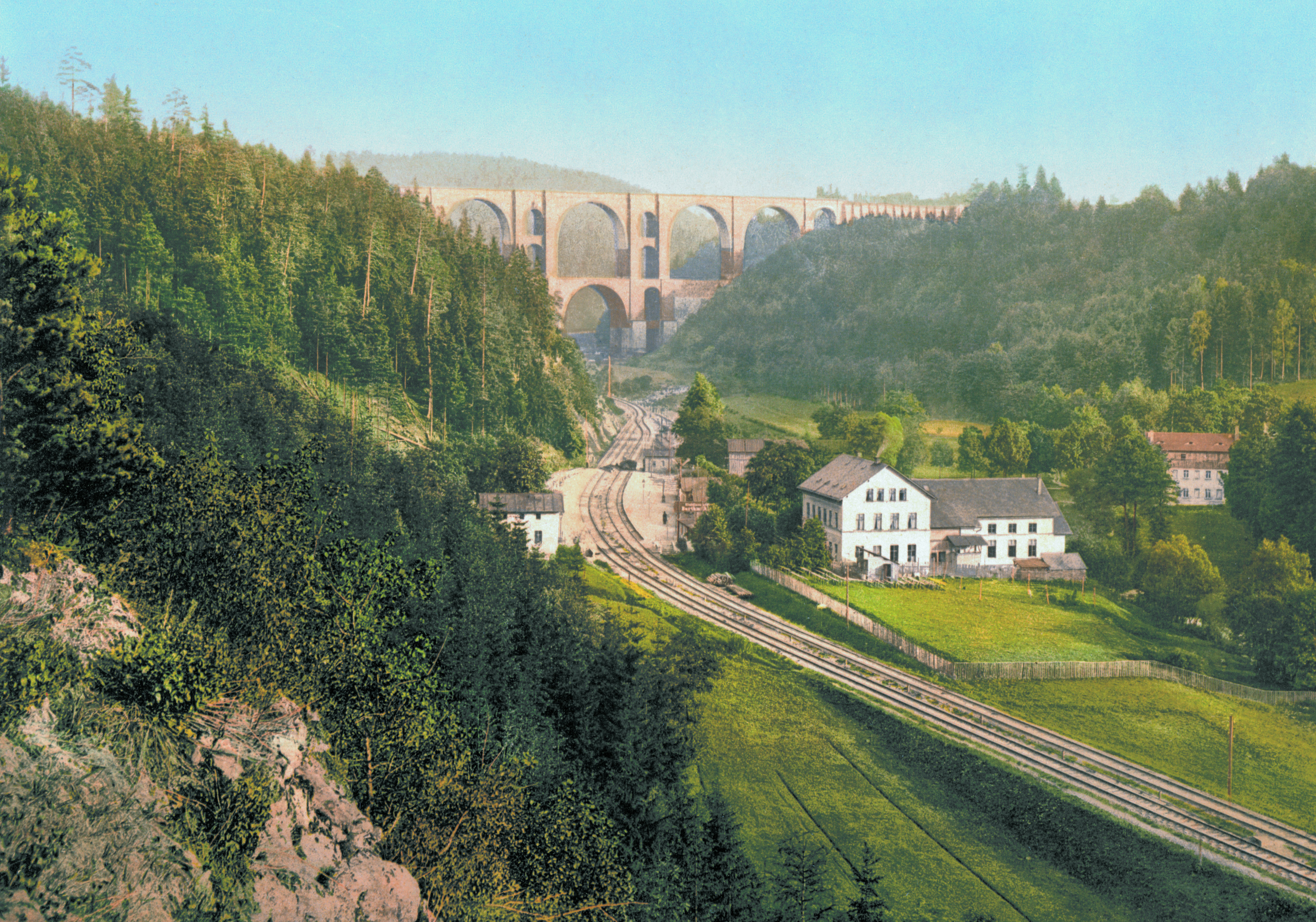
Эльстертальбрюкке
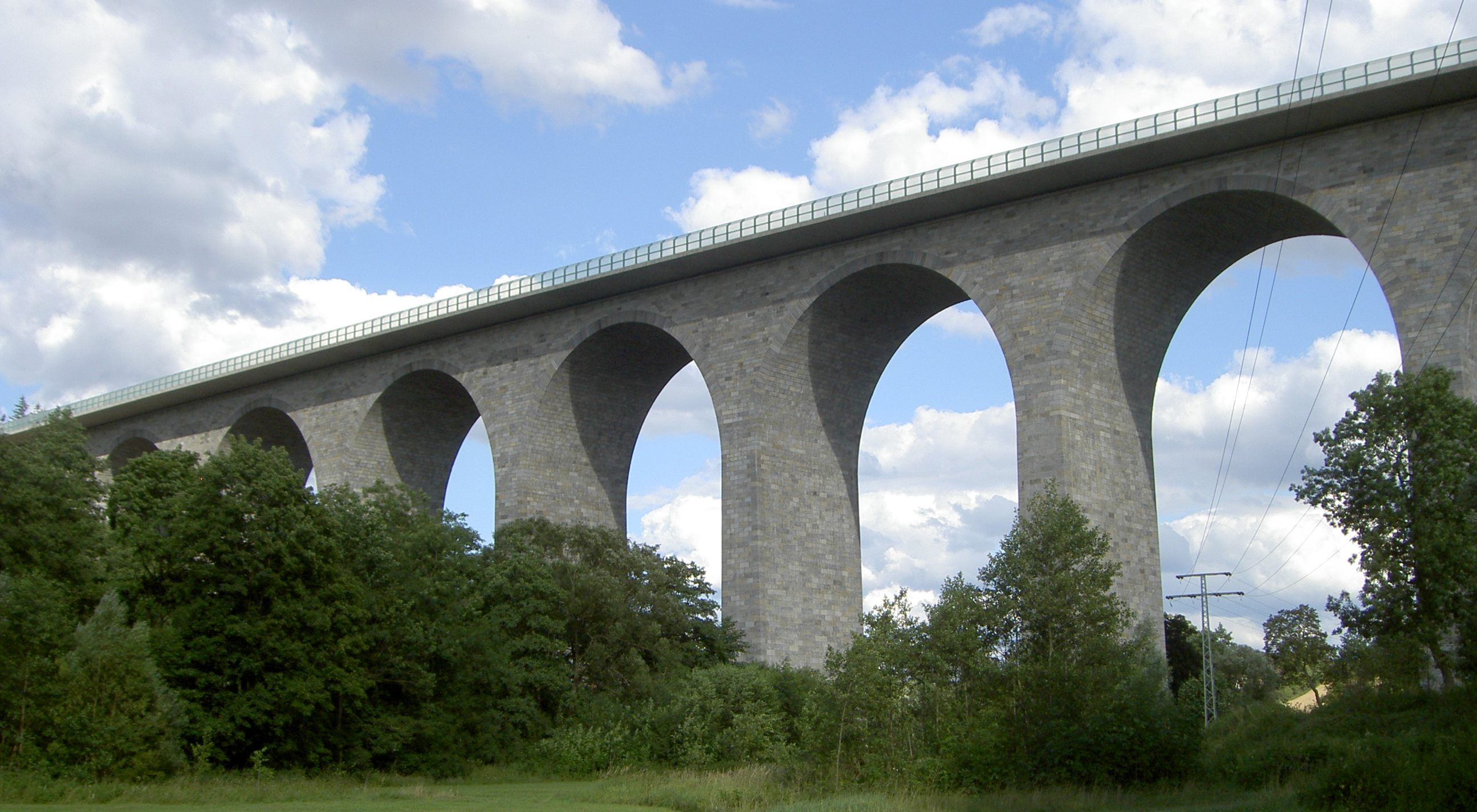
Мост автобана около Пирка
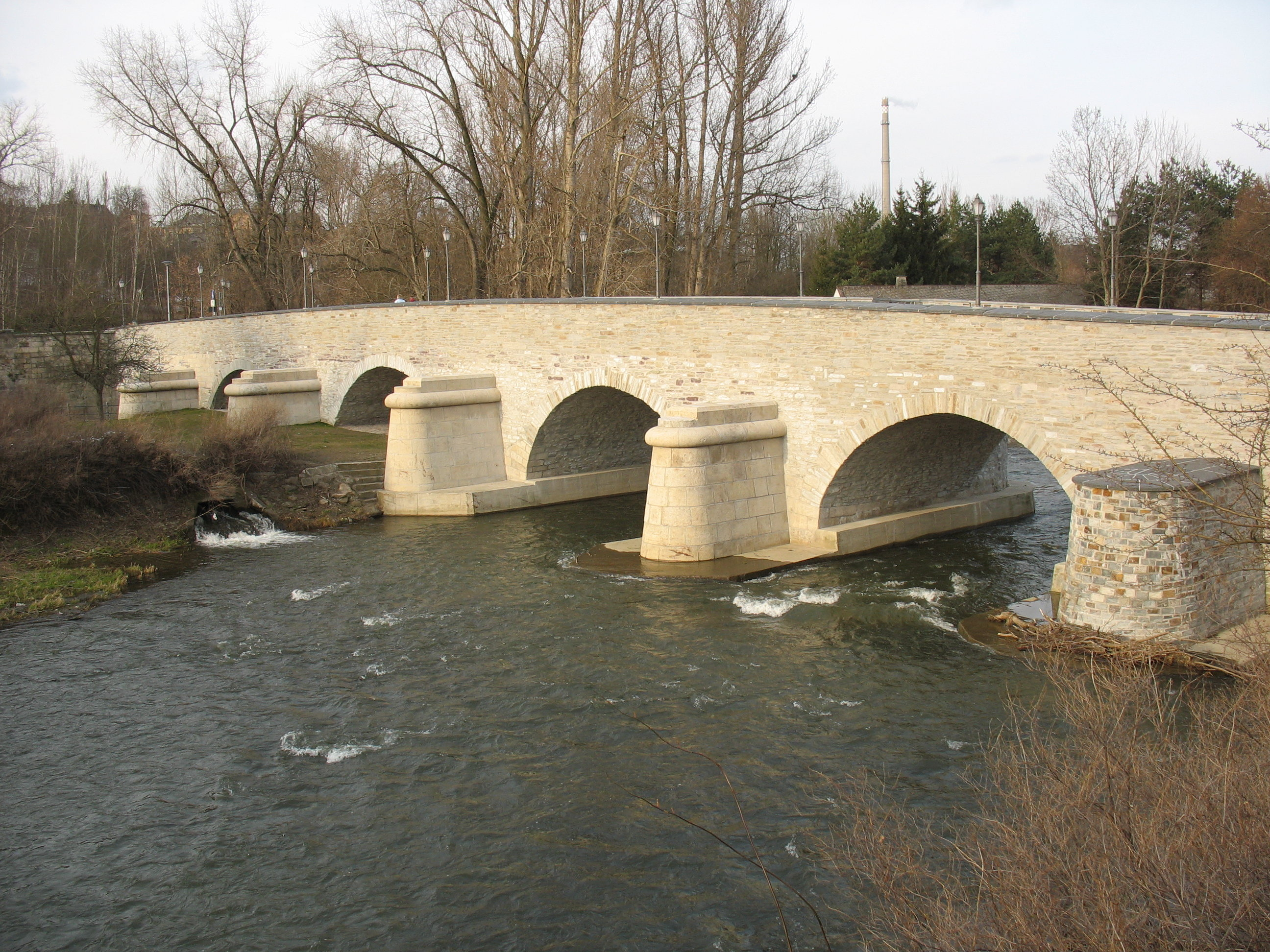
Старый мост в Плауэне